# Corme-Écluse
Corme-Écluse là một xã trong tỉnh Charente-Maritime trong vùng Nouvelle-Aquitaine, tây nam nước Pháp. Xã Corme-Écluse nằm ở khu vực có độ cao từ 5-33 mét trên mực nước biển. Xã có nhà thờ theo phong cách kiến trúc Roma xây thế kỷ 11. Mặt tiền phía tây được phục chế năm 1860.

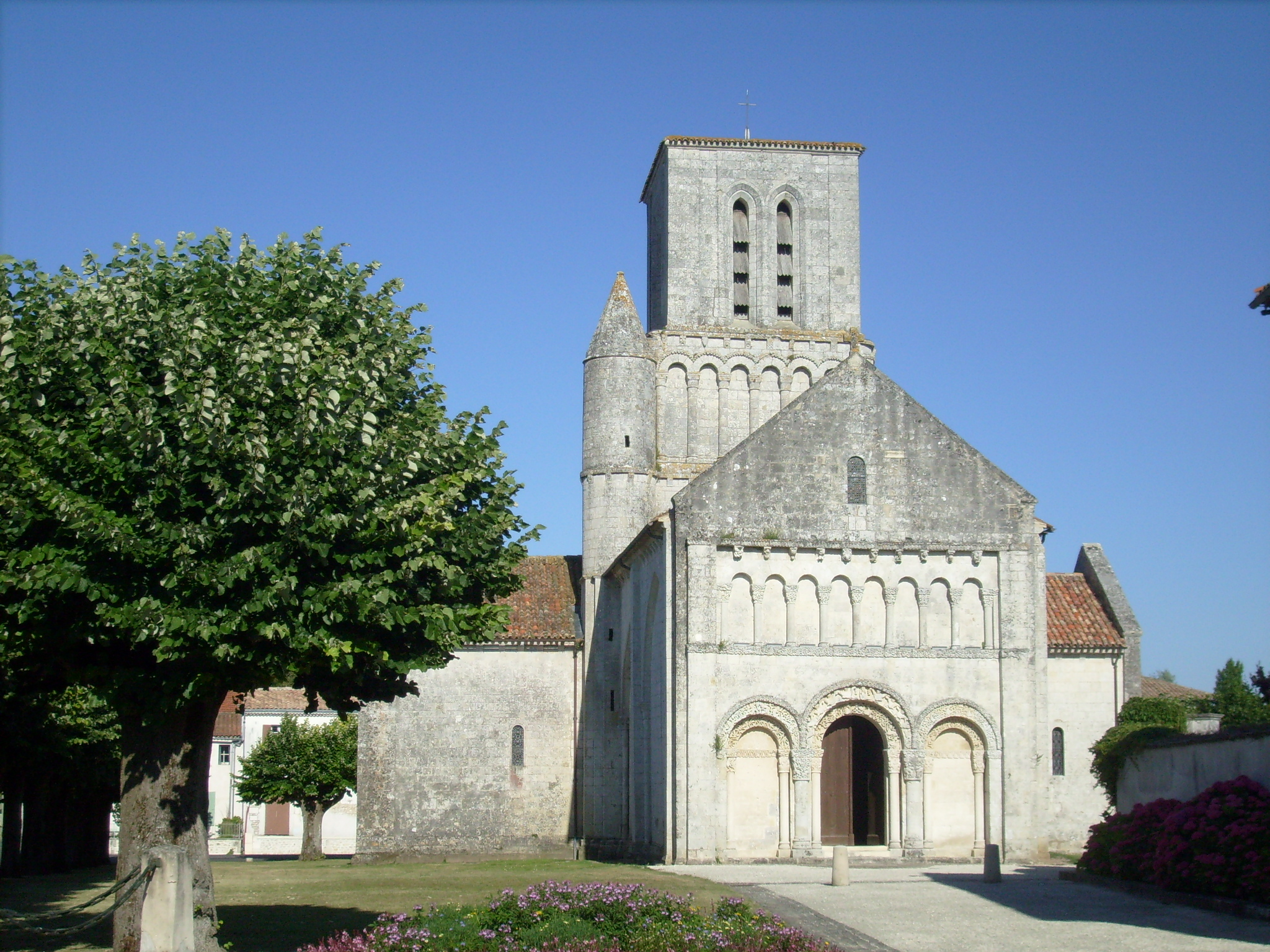
Nhà thờ Corme-Écluse